# William Eastcott
William Merrill Eastcott (* 22. September 1883 in Toronto, Ontario, Kanada; † 22. August 1972 in Grand Rapids, Michigan, USA) war ein kanadischer Sportschütze.
Bei den IV. Olympischen Spielen 1908 in London gewann Eastcott mit der kanadischen Mannschaft eine Bronzemedaille mit dem Armeegewehr.